# 大竹 (成田市)
大竹（おおだけ）は千葉県成田市の大字。郵便番号は286-0841。

## 地理
成田市の北西部に位置する。根木名川中流左岸、印旛沼東岸にあたる。北は栄町龍角寺、北東は上福田、南東は松崎、南は八代、西は印旛沼、北西は栄町酒直に接する。

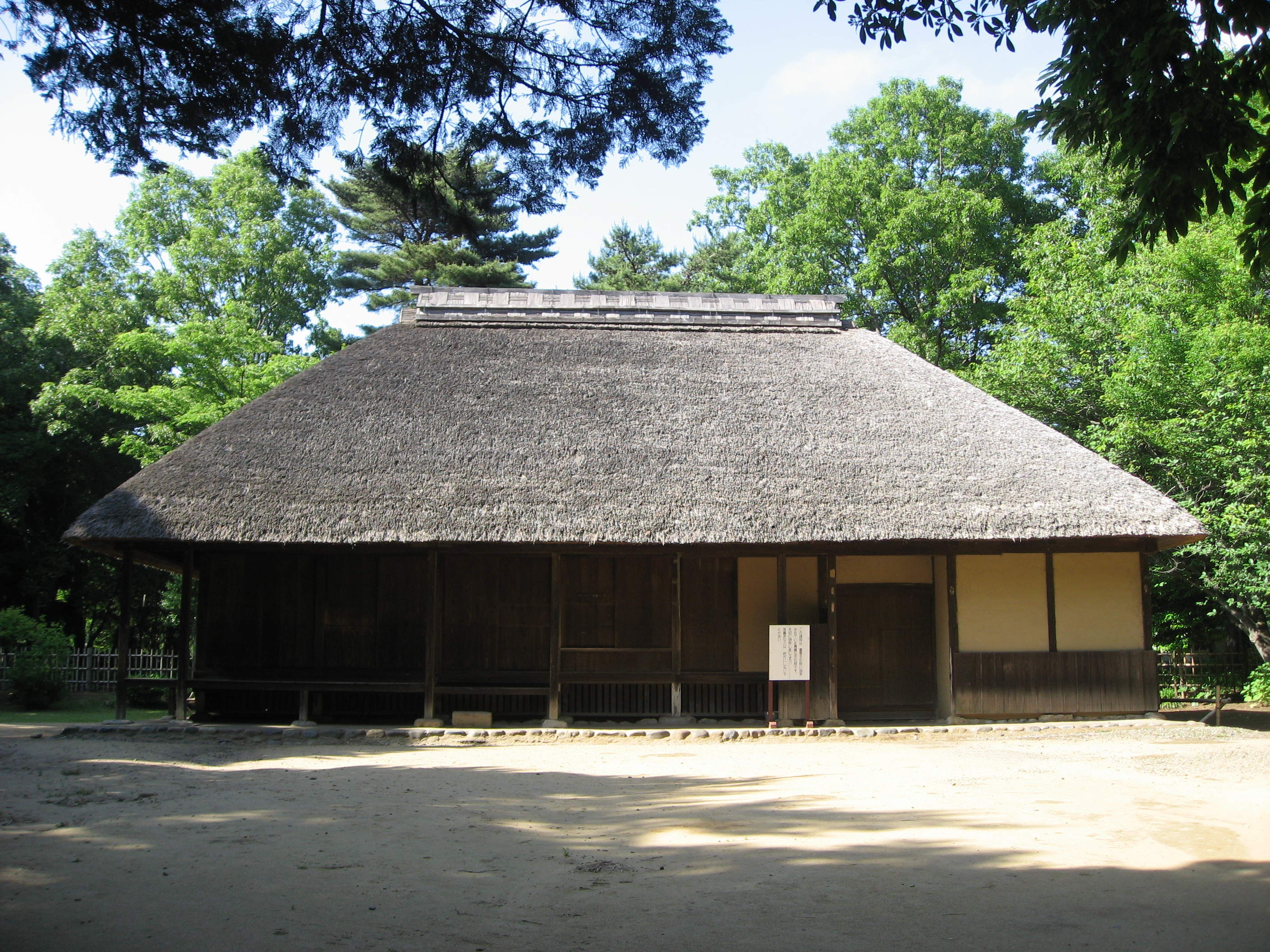
旧御子神家住宅
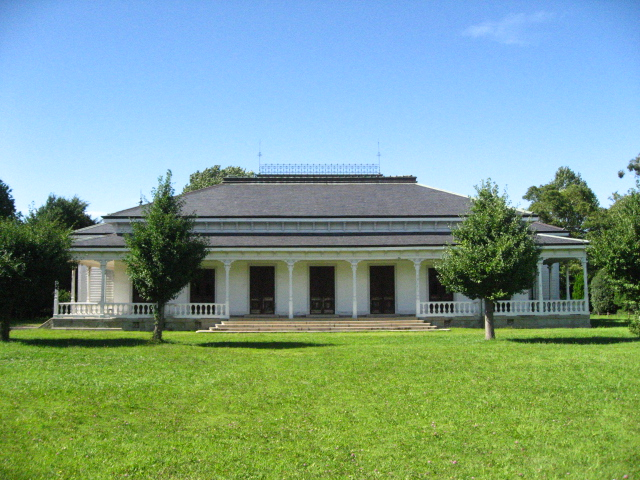
旧学習院初等科正堂
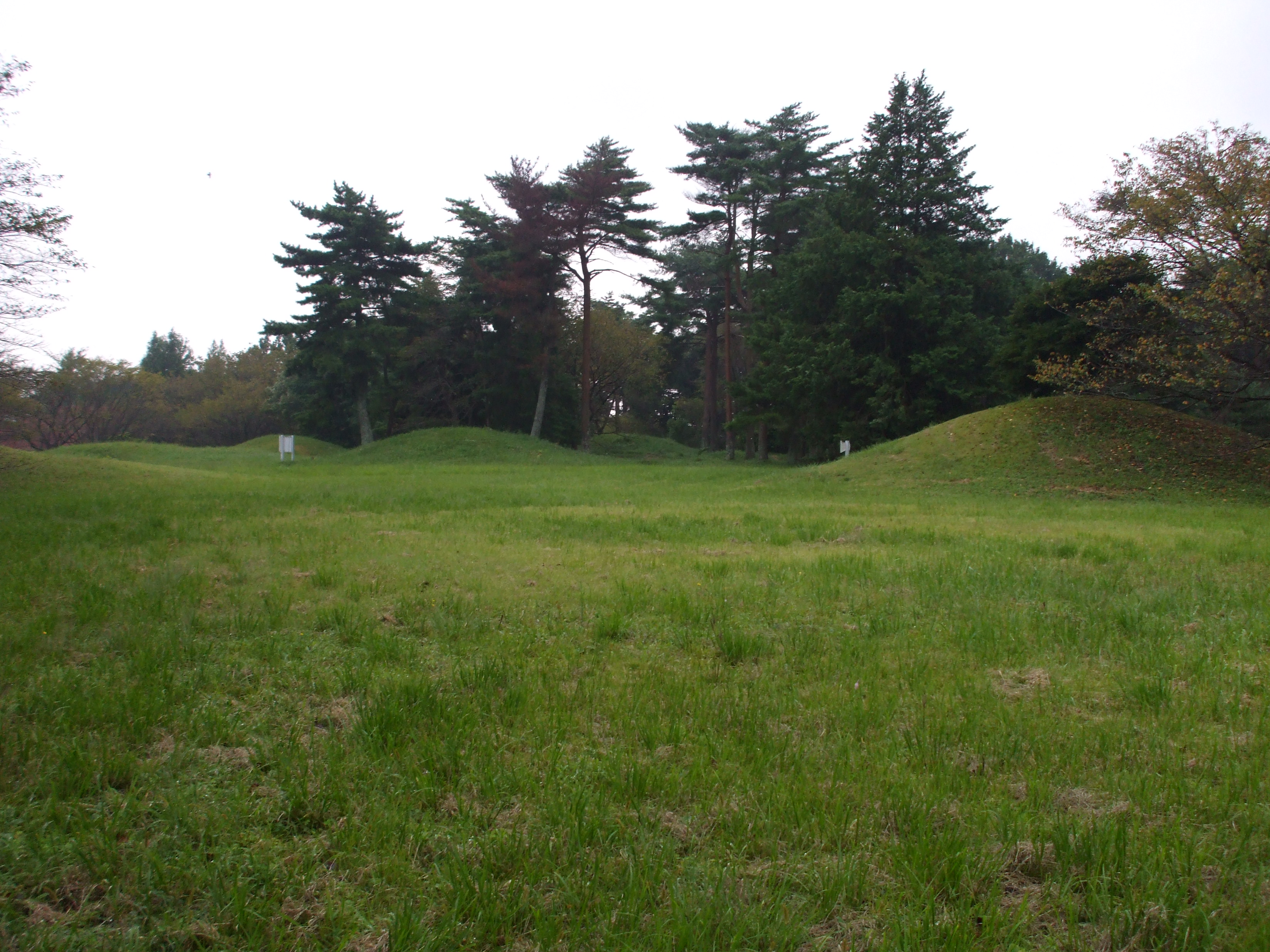
龍角寺古墳群

## 小字
- 惣代（そうしろ）
- 四斗蒔（よんとまき）
- 島合（しまあい）
- 嶋合下（しまあいした）
- 居鑓（いやり）
- 宮田（みやた）
- 内沼（うちぬま）
- 坂東下（ばんどうした）
- 坂東（ばんどう）
- 宮ノ谷津（みやのやつ）
- 下名木（しもなき）
- 坂東台（ばんどうだい）
- 馬渡（まわたし）
- 君作（きみさく）
- 竹ノ内（たけのうち）
- 台ノ下（だいのした）
- 作畑（さくばたけ）
- 台畑（だいばたけ）
- 古台（こだい）
- 堂谷津（どうやつ）
- 和田（わだ）
- 辺田（へだ）
- 小坪台（こつぼだい）

| - 仲池台（なかいけだい） - 林畑（はやしばた） - 井戸作（いどさく） - 坂田池（さかたいけ） - 申内（さるうち） - 大曲り（おおまがり） - 五斗蒔（ごとまき） - 浅間下（せんげんした） - 水入（みづいり） - 花輪下（はなわした） - 細田（ほそだ） - 湯ノ木（ゆのき） - 大芝（おおしば） - 辰起（たつおき） - 蟹作（かにさく） - 下埜原（しもやわら） - 亥新田（いのしんでん） - 新畑（しんはた） - 砂畑（すなはた） - 東埜原（ひがしやわら） - 西埜原（にしやわら） - 十九町歩（じゅうきゅうちょうぶ） |

## 歴史
江戸期には大竹村であり、はじめ佐倉藩領、享保8年（1723年）淀藩領、延享3年（1746年）から田安家領。村高は『元禄郷帳』567石余、『天保郷帳』『旧高旧領取調帳』ともに617石余であった。

### 地名の由来
地名は暦応年間大竹左馬頭が居住したことによるという。

### 沿革
- 1875年（明治6年） - 千葉県に所属。
- 1878年（明治11年） - 下埴生郡に所属。
- 1889年（明治22年）4月1日 - 町村制施行し、松崎村、大竹村、上福田村、下福田村、宝田村、押畑村、山口村、米野村が合併し下埴生郡八生村が発足。八生村大字大竹になる。
- 1897年（明治30年）4月1日 - 下埴生郡は印旛郡に編入され、印旛郡八生村になる。
- 1954年（昭和29年）3月31日 - 八生村は成田町、公津村、中郷村、久住村、遠山村、豊住村とともに合併して成田市が発足。成田市大竹になる。

## 世帯数と人口
2017年（平成29年）10月31日現在の世帯数と人口は以下の通りである。
| 大字 | 世帯数  | 人口  |
| ---- | ------- | ----- |
| 大竹 | 243世帯 | 580人 |

## 小・中学校の学区
市立小・中学校に通う場合、学区は以下の通りとなる。
| 地域 | 小学校             | 中学校             |
| ---- | ------------------ | ------------------ |
| 全域 | 成田市立八生小学校 | 成田市立玉造中学校 |

## 交通

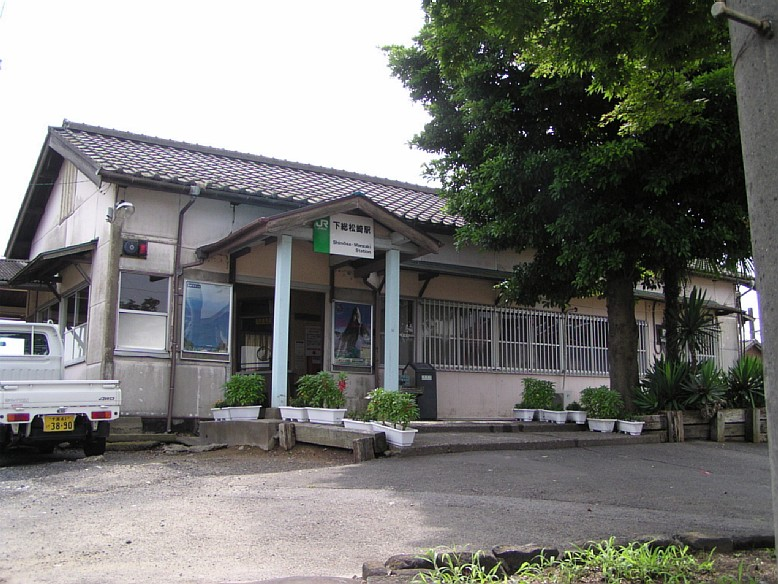
下総松崎駅

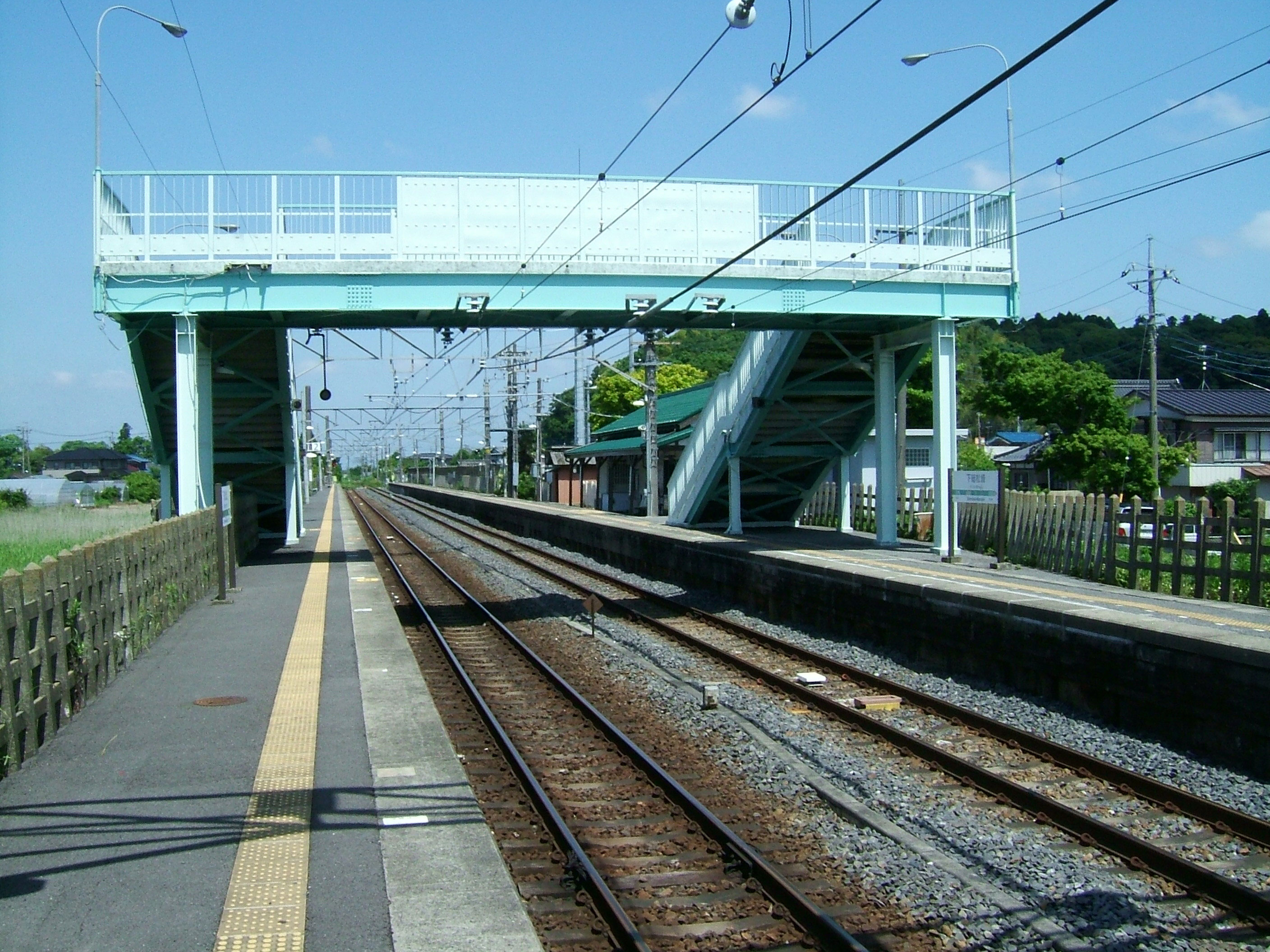
下総松崎駅ホーム

### 鉄道
- JR東日本成田線下総松崎駅

### 道路
- 千葉県道18号成田安食線
- 千葉県道206号下総松崎停車場線

## 施設
- 坂田ケ池総合公園
- 大竹青年館
- 浅間下公民館
- 千葉県立房総のむら - 旧・房総風土記の丘。史跡公園を含む体験型博物館。敷地の一部が地内にあたり、地内部分には旧御子神家住宅・旧平野家住宅・旧学習院初等科正堂を含む。
- 大和の湯
- 観行院
- 円光寺
- 威光院